# Кардович Йосип Митрофанович
Йосип Митрофанович Кардович (5 квітня 1899, село Друцьк Могильовської губернії, тепер Толочинського району Вітебської області, Білорусь — 27 грудня 1967, тепер Білорусь) — радянський білоруський діяч, учасник партизанського руху, голова Могильовського та Вітебського облвиконкомів, генерал-майор (16.09.1943). Кандидат у члени ЦК КП(б) Білорусі (1949—1952), член ЦК КП Білорусі (1952—1954). Депутат Верховної Ради Білоруської РСР 3-го скликання. Депутат Верховної Ради СРСР 2—3-го скликань.

## Життєпис
У травні 1919—1925 роках — у Червоній армії, учасник громадянської війни в Росії.
У 1925—1928 роках — голова Друцької сільської Ради Толочинського району Оршанського округу Білоруської СРР.
Член ВКП(б) з 1928 року.
У 1928—1929 роках — завідувач Толочинського районного відділу народної освіти Оршанського округу.
У 1930—1931 роках — завідувач Дубровенського районного відділу народної освіти Білоруської СРР.
У 1931—1934 роках — завідувач Лельчицького районного відділу народної освіти Білоруської СРР.
У 1934—1937 роках — завідувач Мстиславльського районного відділу народної освіти Білоруської СРР.
У 1937—1938 роках — заступник голови виконавчого комітету Мстиславльської районної ради Білоруської РСР.
У 1938—1939 роках — голова виконавчого комітету Горецької районної ради Могильовської області.
У 1939 — січні 1940 року — заступник голови Організаційного комітету Президії Верховної Ради Білоруської РСР по Могильовській області.
У січні 1940 — 1943 року — заступник голови виконавчого комітету Могильовської обласної ради депутатів трудящих.
У 1941—1942 роках — у Червоній армії, учасник німецько-радянської війни. Восени 1941 року брав участь в обороні Могильова, був одним із керівників обласного штабу народного ополчення. Потрапив до оточення, під час виходу з нього спалив партійний квиток. Майже півроку перебував у в'язниці НКВС. Був звільнений за клопотанням 1-го секретаря ЦК КП(б) Білорусі Пантелеймона Пономаренка.
З серпня до листопада 1942 року — секретар Бобруйського підпільного міжрайонного комітету КП(б) Білорусії. Потім — уповноважений ЦК КП(б) Білорусі з організації партизанського руху в Могильовській області. У вересні 1943 року очолив представництва Центрального штабу партизанського руху на Брянському фронті.
У 1943—1948 роках — голова виконавчого комітету Могильовської обласної ради депутатів трудящих.
У 1949—1953 роках — голова виконавчого комітету Вітебської обласної ради депутатів трудящих.
У 1953—1954 роках — член колегії Міністерства промисловості продовольчих товарів Білоруської РСР.
У 1954—1957 роках — заступник міністра промисловості м'ясних та молочних продуктів Білоруської РСР.
З 1957 року — в Білоруській республіканській Спілці споживчих товариств.
Помер 27 грудня 1967 року.

## Звання
- генерал-майор (16.09.1943)

## Нагороди
- орден Леніна (15.08.1944)
- орден Червоного Прапора (7.03.1943)
- орден Вітчизняної війни І ст.
- орден Трудового Червоного Прапора
- медаль «Партизанові Вітчизняної війни» І ст.
- медаль «За перемогу над Німеччиною у Великій Вітчизняній війні 1941—1945 рр.»
- медаль «За доблесну працю у Великій Вітчизняній війні 1941—1945 рр.»
- медалі